# Cacc’e mmitte di Lucera
Cacc’e mmitte di Lucera ist ein Rotwein aus der süditalienischen Provinz Foggia in der Region Apulien. Der ungewöhnliche Dialektname „Cacc’e mmitte“ heißt übersetzt etwa so viel wie „Trink aus und schenk wieder ein“. Die Weine haben seit 1975 eine „kontrollierte Herkunftsbezeichnung“ (Denominazione di origine controllata – DOC), die zuletzt am 7. März 2014 aktualisiert wurde.

## Anbaugebiet
Der Anbau ist innerhalb der Provinz Foggia gestattet in den Gemeinden Lucera, Troia und Biccari.

## Erzeugung
Der Cacc’e mmitte di Lucera DOC wird aus folgenden Rebsorten erzeugt:
- 35–60 % Uva di Troia, die hier auch „Sumarello“ genannt wird
- 25–35 % Montepulciano, Sangiovese, Malvasia Nera di Brindisi – einzeln oder gemeinsam
- 15–30 % Trebbiano toscano, Bombino bianco und/oder Malvasia Bianca – einzeln oder gemeinsam

## Beschreibung
Laut Denomination (Auszug):
- Farbe: mehr oder weniger intensives Rubinrot
- Geruch: charakteristisch, intensiv
- Geschmack: trocken, vollmundig, harmonisch mit charakteristischem Nachgeschmack
- Alkoholgehalt: mindestens 11,5 Vol.-%
- Säuregehalt: mind. 4,5 g/l
- Trockenextrakt: mind. 20,0 g/l